# 적색야계

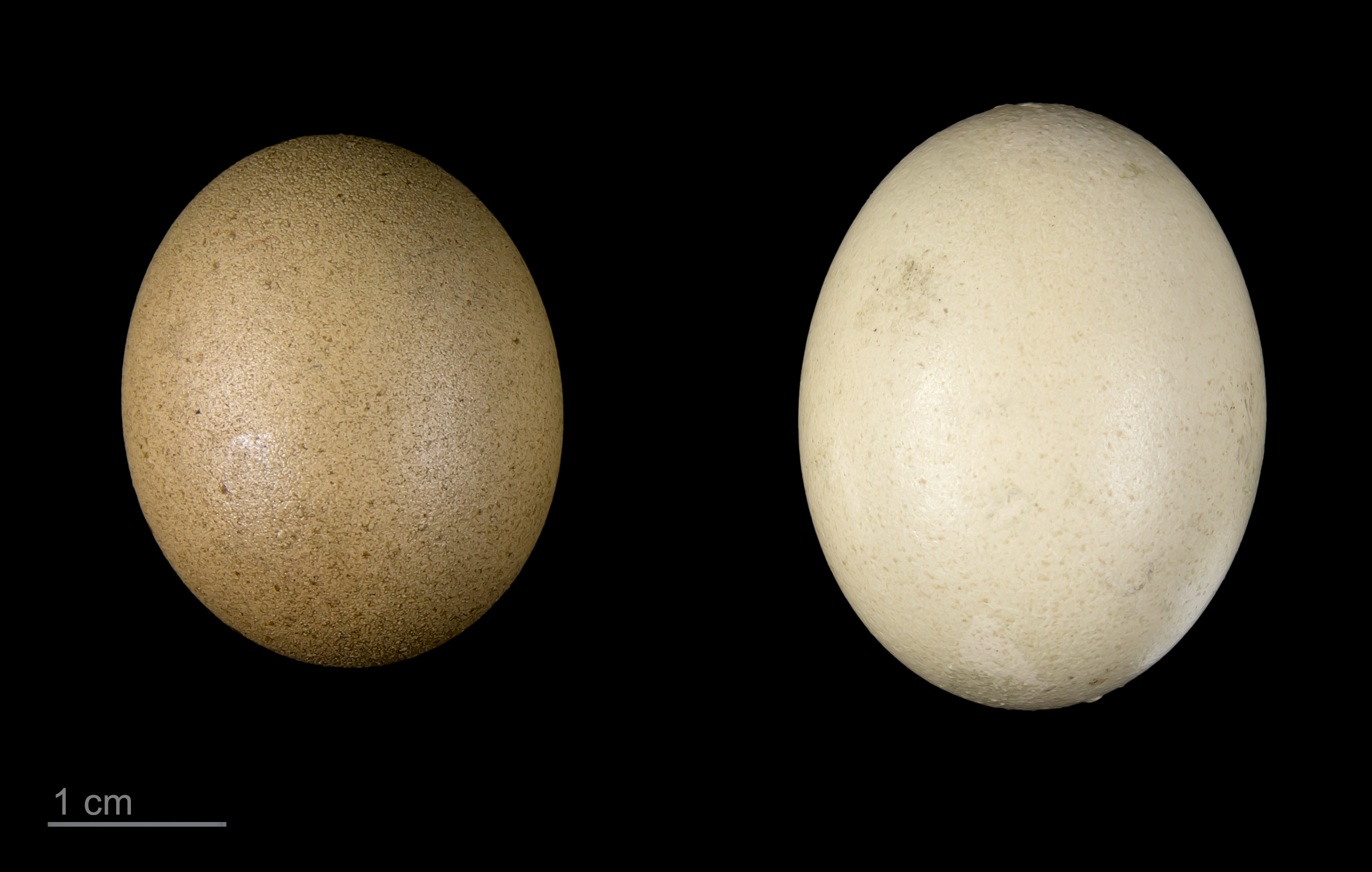
Gallus gallus

적색야계(赤色野鷄, 영어: red junglefowl, 학명: Gallus gallus)는 닭목 꿩과 닭속에 속한 열대 조류이다.  동남아시아·일부 남아시아 지역의 열대우림에서 서식한다. 닭의 야생조상으로서, 가축화 과정에서 회색야계·실론야계·녹색야계 등의 유전자와도 교잡되어 현재의 닭이 되었다. 처음 가축화된 시기가 정확히 언제인지는 확실하지 않지만 5000년 전 인더스 계곡의 고대문명에서 사육되고, 기원전 1500년경 유럽에 퍼지게 된 것은 분명하다.

## 습성과 특징
적색야계는 닭의 아종(정확히는 닭의 직계조상이 적색야계)이기에 많은 면을 공유한다. 흙을 긁어서 곤충과 씨앗이나 개구리, 쥐를 찾아먹고 연한 풀잎도 뜯어먹는다. 일부다처제이며 무리를 4~15마리 정도 지어 산다. 알은 한번에 10정도 낳고 품은지 21일이 지나면 부화한다. 소화를 모이주머니에서 도와주고 시력과 청각이 발달되어 있다. 수명은 12~20년 정도다. 언어가 발달되어서 24가지의 다양한 울음소리를 내어 대화한다.

## 천적
호랑이, 들개, 맹금류 등이 있다. 적색야계는 부리와 발톱으로 대항하거나 나무 위로 날아서 도망간다.

## 아종
적색야계의 아종은 6아종이 있으며, 기존에 아종으로 여겨지던 닭(학명: Gallus domesticus)은 별도의 종으로 분류한다.
- Gallus gallus gallus (Linnaeus, 1758) - 인도네시아, 인도
- Gallus gallus spadiceus (Bonnatere, 1791) - 중국 운남성
- Gallus gallus Jabouillei (Delacour & Kinner. 1928) - 베트남 북부
- Gallus gallus murghi (robinson & Kloss, 1920) - 인도, 네팔, 부탄
- Gallus gallus bankiva (Temminck 1813)- 인도네시아의 수마트라섬